# Cantón de Saint-Pé-de-Bigorre
El cantón de Saint-Pé-de-Bigorre era una división administrativa francesa, que estaba situada en el departamento de Altos Pirineos y la región de Mediodía-Pirineos.

## Composición
El cantón estaba formado por cuatro comunas:
- Barlest
- Loubajac
- Peyrouse
- Saint-Pé-de-Bigorre

## Supresión del cantón de Saint-Pé-de-Bigorre
En aplicación del Decreto n.º 2014-242 de 25 de febrero de 2014, el cantón de Saint-Pé-de-Bigorre fue suprimido el 22 de marzo de 2015 y sus 4 comunas pasaron a formar parte del nuevo cantón de Lourdes-1.